# بيتر كونغ
بيتر كونغ (بالإنجليزية: Peter Kwong)‏ هو كاتب أمريكي، ولد في 1941 في تايوان، وتوفي في 17 مارس 2017.

## وصلات خارجية
- بيتر كونغ على موقع IMDb (الإنجليزية)